# Pont del Castell
El Pont del Castell és un aqüeducte d'un arc sobre un carrer del municipi de Torrelles de Foix (Alt Penedès) que forma part de l'Inventari del Patrimoni Arquitectònic de Catalunya. Es troba dins el poble, en el carrer que contorneja la muralla del castell. És un aqüeducte que conduïa aigua de la riera de Pontons. El rec passa per dins el recinte emmurallat i té sortida per aquest pont. El sostre és curull de tosca. (J. Virella 1981)